# بروس برومبيرغ
بروس برومبيرغ (بالإنجليزية: Bruce Bromberg)‏ هو ملحن ومنتج أسطوانات أمريكي، ولد في 31 أكتوبر 1941.